# SuperLiga 2008 (Ameryka Północna)
SuperLiga 2008 – drugi cykl rozgrywek pomiędzy meksykańskimi i amerykańskimi zespołami o prym w Ameryce Północnej – SuperLigi. Zespoły uczestniczące w tej edycji SuperLigi zostały do niej zaproszone według następujących zasad – z amerykańskiej MLS wystąpił zdobywca Supporters' Shield oraz drużyny, które zajęły 2, 3 i 4 miejsce w lidze, a z meksykańskiej Primera División czterej ostatni mistrzowie ligi. W SuperLidze odbyły się dwie fazy – grupowa i pucharowa.
Sponsorami TV rozgrywek były Fox Sports World w Kanadzie, TeleFutura w USA oraz Televisa i TV Azteca w Meksyku.

## Zespoły
W SuperLidze 2008 wystąpiło 8 zespołów:
Z MLS
- D.C. United (zdobywca MLS Supporters' Shield w sezonie 2007)
- Chivas USA (2. miejsce w lidze w sezonie 2007)
- Houston Dynamo (3. miejsce w lidze w sezonie 2007)
- New England Revolution (4. miejsce w lidze w sezonie 2007)

Z PD
- Chivas Guadalajara (mistrz Meksyku w fazie Apertura 2006)
- Pachuca (mistrz Meksyku w fazie Clausura 2007)
- Atlante (mistrz Meksyku w fazie Apertura 2007)
- Santos Laguna (mistrz Meksyku w fazie Clausura 2008)

## Faza grupowa

### Grupa A
| Zespół             | Pkt. | M | Z | R | P | B+ | B- | +/- |
| ------------------ | ---- | - | - | - | - | -- | -- | --- |
| Houston Dynamo     | 6    | 3 | 2 | 0 | 1 | 7  | 2  | +5  |
| Atlante            | 6    | 3 | 2 | 0 | 1 | 5  | 6  | -1  |
| Chivas Guadalajara | 6    | 3 | 2 | 0 | 1 | 3  | 3  | 0   |
| D.C. United        | 0    | 3 | 0 | 0 | 3 | 4  | 8  | -4  |

| 12 lipca 2008 20:00 EDT | D.C. United · Luciano Emilio 76' | 1:2(0:1)raport | Chivas Guadalajara · Omar Arellano 23' · Gonzalo Pineda 72' | RFK Stadium, Waszyngton Widzów: 22 453 Sędzia: Walter Quesada Cordero (Kostaryka) |
|                         |                                  |                |                                                             |                                                                                   |

| 12 lipca 2008 22:00 EDT | Houston Dynamo · Dwayne De Rosario 20' · Stuart Holden 21' · Stuart Holden 29' · Brian Mullan 54' | 4:0(3:0)raport | Atlante | Robertson Stadium, Houston Widzów: 13 105 Sędzia: Courtney Campbell (Jamajka) |
|                         |                                                                                                   |                |         |                                                                               |

| 15 lipca 2008 20:00 EDT | D.C. United · Francis Doe 28' · Luciano Emilio 79' | 2:3(1:2)raport | Atlante · Luis Gabriel Rey 15' · Luis Gabriel Rey 44' · Christian Bermúdez 49' | RFK Stadium, Waszyngton Widzów: 12 122 Sędzia: Carlos Batres (Gwatemala) |
|                         |                                                    |                |                                                                                |                                                                          |

| 15 lipca 2008 22:00 EDT | Houston Dynamo | 0:1(0:0)raport | Chivas Guadalajara · Omar Arellano 71' | Robertson Stadium, Houston Widzów: 28 723 Sędzia: Enrico Wijngaarde (Surinam) |
|                         |                |                |                                        |                                                                               |

| 19 lipca 2008 20:00 EDT | D.C. United · Francis Doe 76' | 1:3(0:2)raport | Houston Dynamo · Ricardo Clark 12' · Bobby Boswell 29' · Stuart Holden 84' | RFK Stadium, Waszyngton Widzów: 12 893 Sędzia: Alex Prus (Stany Zjednoczone) |
|                         |                               |                |                                                                            |                                                                              |

| 19 lipca 2008 22:00 EDT | Atlante · Giancarlo Maldonado 42' · Gerardo Espinoza 88' | 2:0(1:0)raport | Chivas Guadalajara | Buck Shaw Stadium, Santa Clara Widzów: 10 370 Sędzia: Hugo Leon Guajardo (Meksyk) |
|                         |                                                          |                |                    |                                                                                   |

### Grupa B
| Zespół                 | Pkt. | M | Z | R | P | B+ | B- | +/- |
| ---------------------- | ---- | - | - | - | - | -- | -- | --- |
| New England Revolution | 7    | 3 | 2 | 1 | 0 | 3  | 1  | +2  |
| Pachuca                | 4    | 3 | 1 | 1 | 1 | 3  | 3  | 0   |
| Chivas USA             | 4    | 3 | 1 | 1 | 1 | 3  | 3  | 0   |
| Santos Laguna          | 1    | 3 | 0 | 1 | 2 | 1  | 3  | -2  |

| 13 lipca 2008 20:00 EDT | New England Revolution · Mkhokheli Dube 70' | 1:0(0:0)raport | Santos Laguna | Gillette Stadium, Foxborough Widzów: 10 118 Sędzia: Enrico Wijngaarde (Surinam) |
|                         |                                             |                |               |                                                                                 |

| 13 lipca 2008 22:00 EDT | Chivas USA · Ante Razov 16' | 1:2(1:2)raport | Pachuca · Bruno Marioni 23' · Gabriel Caballero 42' | The Home Depot Center, Carson Widzów: 14 528 Sędzia: Carlos Batres (Gwatemala) |
|                         |                             |                |                                                     |                                                                                |

| 16 lipca 2008 20:00 EDT | New England Revolution · Khano Smith 90'+6 (k.) | 1:0(0:0)raport | Pachuca | Gillette Stadium, Foxborough Widzów: 9614 Sędzia: Walter Quesada Cordero (Kostaryka) |
|                         |                                                 |                |         |                                                                                      |

| 16 lipca 2008 22:00 EDT | Chivas USA · Ante Razov 73' | 1:0(0:0)raport | Santos Laguna | The Home Depot Center, Carson Widzów: 16 343 Sędzia: Courtney Campbell (Jamajka) |
|                         |                             |                |               |                                                                                  |

| 20 lipca 2008 20:00 EDT | Chivas USA · Ante Razov 59' | 1:1(0:0)raport | New England Revolution · Shalrie Joseph 78' | Titan Stadium, Fullerton Widzów: 4738 Sędzia: Abiodun Okulaja (Stany Zjednoczone) |
|                         |                             |                |                                             |                                                                                   |

| 20 lipca 2008 22:00 EDT | Santos Laguna · Cristian Benítez 72' | 1:1(0:1)raport | Pachuca · Damián Álvarez 4' | Pizza Hut Park, Frisco Widzów: 6157 Sędzia: German Arredondo (Meksyk) |
|                         |                                      |                |                             |                                                                       |

## Faza pucharowa
|  |                        |                        |                |                         |       |                        |                        |       |
|  | Półfinał               | Półfinał               | Półfinał       |                         |       | Finał                  | Finał                  | Finał |
|  | Półfinał               | Półfinał               | Półfinał       |                         |       | Finał                  | Finał                  | Finał |
|  | 30 lipca – Foxborough  |                        |                |                         |       |                        |                        |       |
|  |                        |                        |                |                         |       |                        |                        |       |
|  | New England Revolution | New England Revolution | 1              |                         |       |                        |                        |       |
|  | New England Revolution | New England Revolution | 1              | 5 sierpnia – Foxborough |       |                        |                        |       |
|  | Atlante                | Atlante                | 0              |                         |       |                        |                        |       |
|  | Atlante                | Atlante                | 0              |                         |       | New England Revolution | New England Revolution | 2 (6) |
|  | 19 lipca – Houston     |                        |                |                         |       | New England Revolution | New England Revolution | 2 (6) |
|  |                        |                        | Houston Dynamo | Houston Dynamo          | 2 (5) |                        |                        |       |
|  | Houston Dynamo         | Houston Dynamo         | Houston Dynamo | Houston Dynamo          | 2 (5) | 2                      |                        |       |
|  | Houston Dynamo         | Houston Dynamo         |                |                         |       |                        |                        |       |
|  | Pachuca                | Pachuca                | 0              |                         |       |                        |                        |       |
|  | Pachuca                | Pachuca                | 0              |                         |       |                        |                        |       |

### Półfinały
| 29 lipca 2008 22:00 EDT | Houston Dynamo · Bobby Boswell 77' · Corey Ashe 87' | 2:0(0:0)raport | Pachuca | Robertson Stadium, Houston Widzów: 16 679 Sędzia: Neal Brizan (Trynidad i Tobago) |
|                         |                                                     |                |         |                                                                                   |

| 30 lipca 2008 20:00 EDT | New England Revolution · Shalrie Joseph 30' | 1:0(1:0)raport | Atlante | Gilette Stadium, Foxborough Widzów: 8302 Sędzia: Carlos Batres (Gwatemala) |
|                         |                                             |                |         |                                                                            |

### Finał
| 5 sierpnia 2008 20:00 EDT | New England Revolution · Steve Ralston 41' · Shalrie Joseph 102' | 2:2, po dogrywce k. 6:5(1:1, 1:1)raport                                                                                     | Houston Dynamo · Nate Jaqua 18' · Kei Kamara 98' | Gilette Stadium, Foxborough Widzów: 9242 Sędzia: Howard Webb (Anglia) |
| |                                                                  | |                                                  |                                                                       |
| |                                                                  | Rzuty karne |                                                  |                                                                       |
| Steve Ralston · Matt Reis · Shalrie Joseph · Taylor Twellman · Khano Smith · Jeff Larentowicz · Chris Tierney · Chris Albright |                                                                  | Craig Waibel · Chris Wondolowski · Dwayne De Rosario · Brian Ching · Ricardo Clark · Wade Barrett · Kei Kamara · Corey Ashe |                                                  |                                                                       |

## Strzelcy
- 3 gole
  -  Stuart Holden (Houston Dynamo)
  -  Ante Razov (Chivas USA)
  -  Shalrie Joseph (New England Revolution)
- 2 gole
  -  Omar Arellano (Chivas Guadalajara)
  -  Bobby Boswell (Houston Dynamo)
  -  Francis Doe (D.C. United)
  -  Luciano Emilio (D.C. United)
  -  Luis Gabriel Rey (Atlante)
  -  Corey Ashe (Houston Dynamo)
- 1 gol
  -  Damián Álvarez (Pachuca)
  -  Cristian Benítez (Santos Laguna)
  -  Christian Bermúdez (Atlante)
  -  Gabriel Caballero (Pachuca)
  -  Ricardo Clark (Houston Dynamo)
  -  Dwayne De Rosario (Houston Dynamo)
  -  Mkhokheli Dube (New England Revolution)
  -  Gerardo Espinoza (Atlante)
  -  Giancarlo Maldonado (Atlante)
  -  Bruno Marioni (Pachuca)
  -  Brian Mullan (Houston Dynamo)
  -  Gonzalo Pineda (Chivas Guadalajara)
  -  Khano Smith (New England Revolution)
  -  Nate Jaqua (Houston Dynamo)
  -  Steve Ralston (New England Revolution)
  -  Kei Kamara (Houston Dynamo)